# 荷里活廣場
22°20′27″N 114°12′07″E / 22.34071°N 114.20206°E
荷里活廣場（英語：Plaza Hollywood）是香港九龍鑽石山一所購物商場，位於大磡龍蟠街1至3號，上蓋為星河明居，為九龍倉置業旗下物業，由美国Brennan Beer Gorman策划及设计。商場於1997年落成啟用，商場包括地下共有五層，提供超過220個舖位，當中包括大型超級市場、酒樓及多間時裝店等，為東九龍其中一所大型商場。商場自開業以來一直有較大的電影院，初時由嘉禾院線營運，其後於2011年被百老匯戲院接手營運至2022年，以後電影院由洲立影藝營運，惟於2024年12月暫停營業至2025年1月正式結業，及後於2025年7月由影藝戲院接手。
2019年，荷里活廣場收入及營業盈利亦跌3%，收入5.52億，營業盈利4.15億港元。

## 位置及歷史
荷里活廣場位於九龍黃大仙區大磡，由鳳德道、龍蟠街、大磡道及上元街所包圍，鄰近港鐵鑽石山站，旁邊的龍翔道及大老山隧道為香港其中一條主要幹道。
商場為處地點前身為大磡村木屋區的一部分，在1990至1991年發展鑽石山期間隨龍翔道以北的上元嶺村拆卸。在1993年2月一次官地拍賣，九龍倉及會德豐投得龍蟠街3號地皮，用作興建私人屋苑星河明居及荷里活廣場，根據合約，項目還包括基座地面的鑽石山站巴士總站、鑽石山站C出口、公廁及通往鳳德邨行人天橋的扶手電梯，由發展商興建但由政府向發展商發還建築費。
荷里活廣場於1997年11月開幕，而相關住宅發展項目星河明居於翌年初入伙，分別成為東九龍地標性大型購物商場及區內指標性住宅。項目落成後，巴士總站及公廁歸香港政府管轄，港鐵站出口歸港鐵公司，屋苑須負責上述設施的維修保養責任。
由於鑽石山在開發前曾設有如堅城片場及大觀片場等片場，而大磡村亦孕育了不少演藝名人，例如已故導演李翰祥、藝人劉德華、已故商人邱德根，震雄集團創辦人蔣震等，而已故影星喬宏更曾租用現存的「大觀園」四號石屋，這造就了鑽石山在電影發展史上的貢獻，令香港電影宏揚海外，贏得「香港荷里活」甚至「東方荷里活」美譽，因此發展商決定將商場命名為「荷里活廣場」。

## 建築設計
商場在1997年落成時採用美國荷里活相關產品概念，希望帶給顧客五光十色的購物體驗。其大型中庭「明星廣場」設於場內正中央，建築面積近萬方呎，規模之大是東九龍其他商場少有。地面則仿效星光大道，舖設60個香港娛樂名人在香港電影金像獎所獲的獎項。中庭頂部以多邊形彩色玻璃天幕設計，用色光鮮以及中庭三層的中空設計。

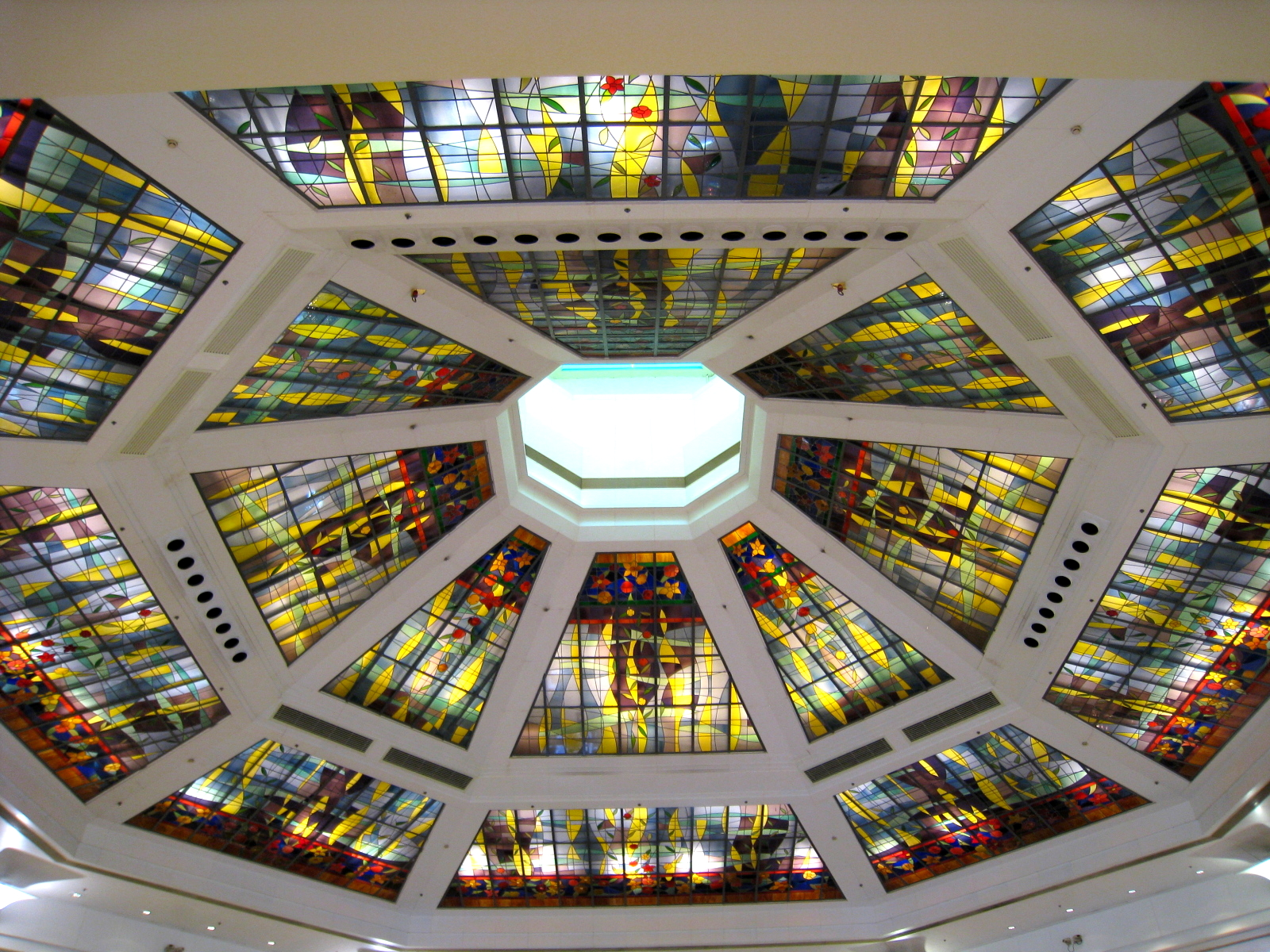
中庭「明星廣場」頂部以多邊形彩色玻璃天幕設計
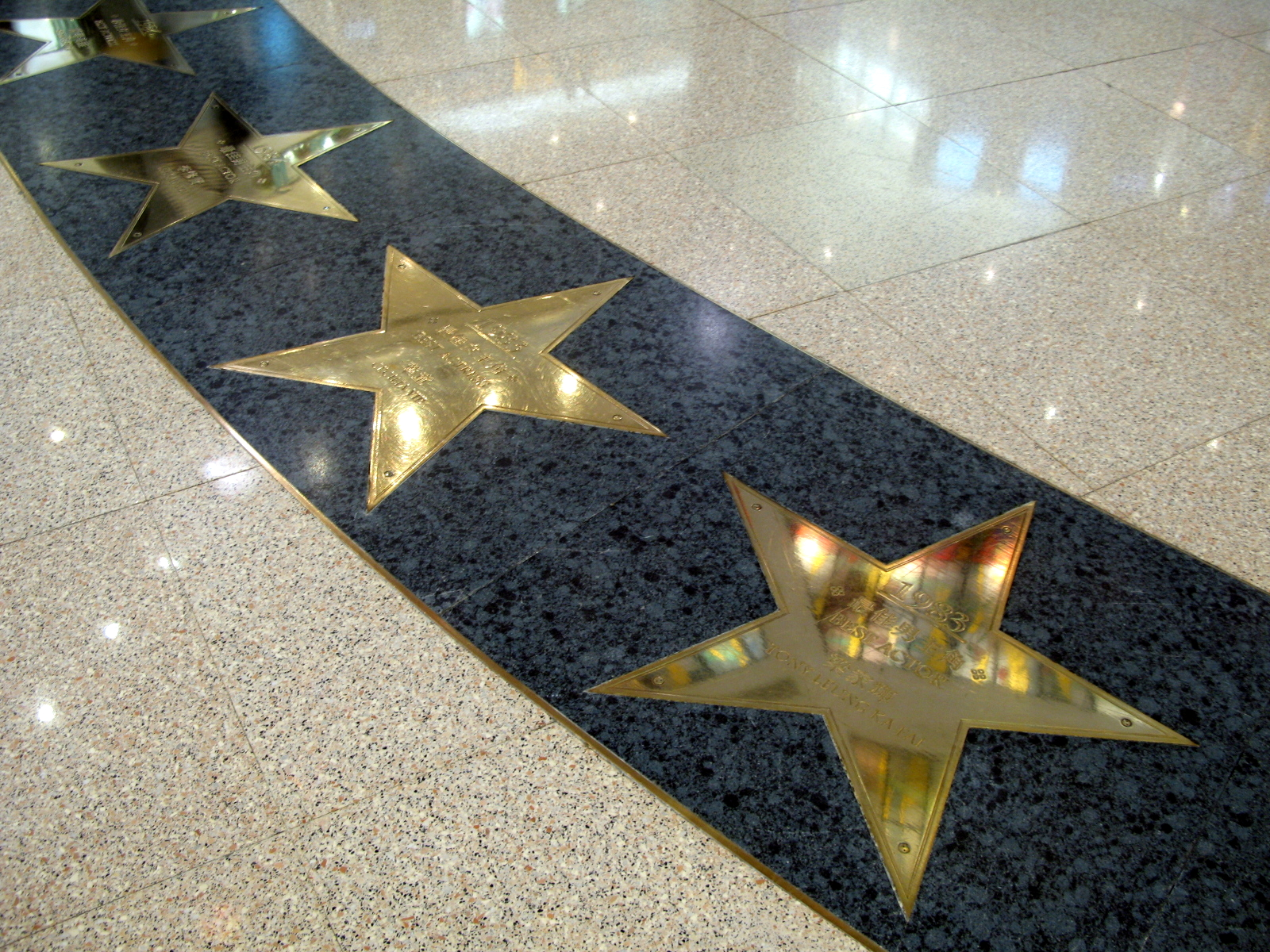
中庭地面舖設香港娛樂名人在香港電影金像獎所獲的獎項
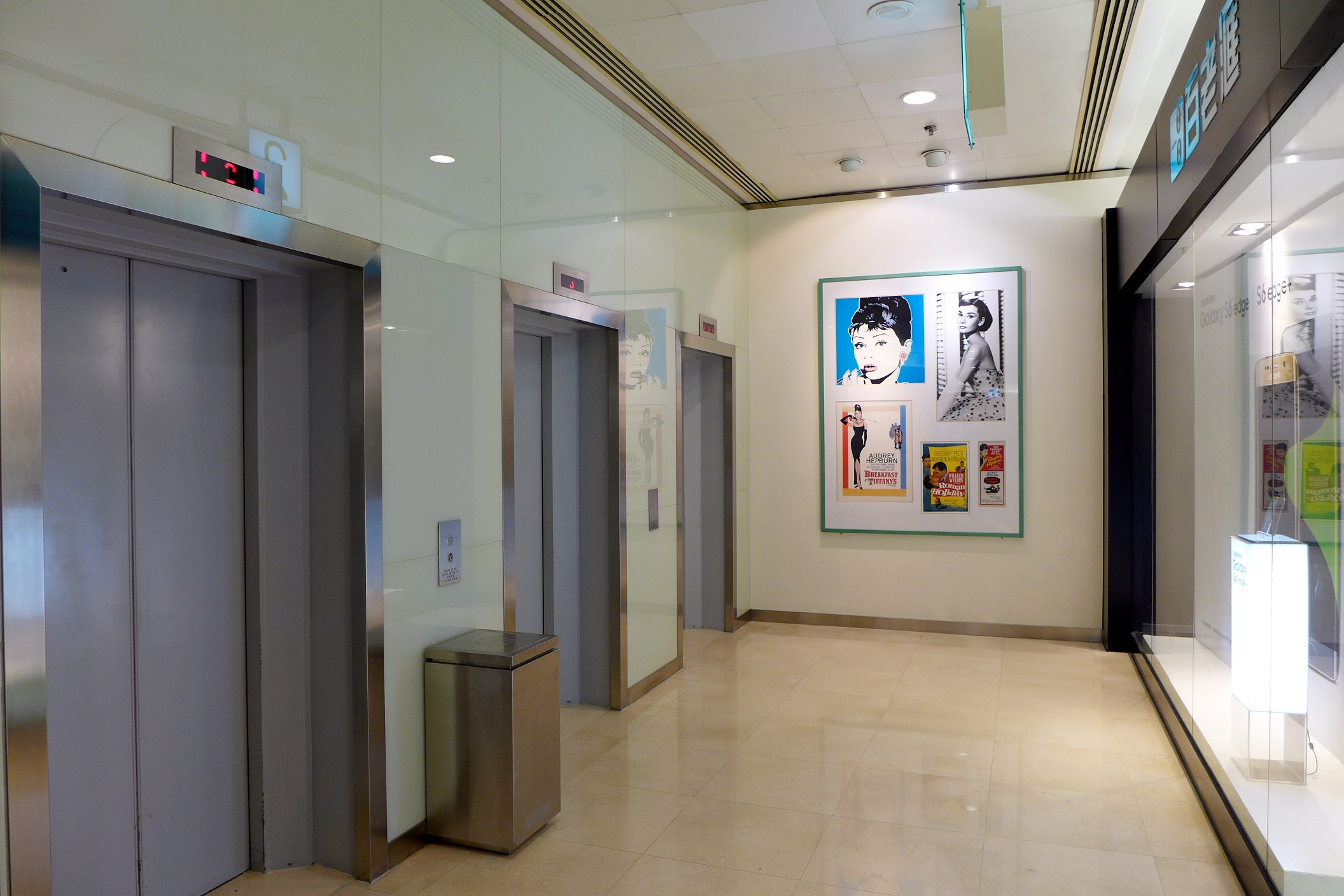
2樓升降機大堂放置1961年美國愛情喜劇《珠光寶氣》電影海報

## 設施

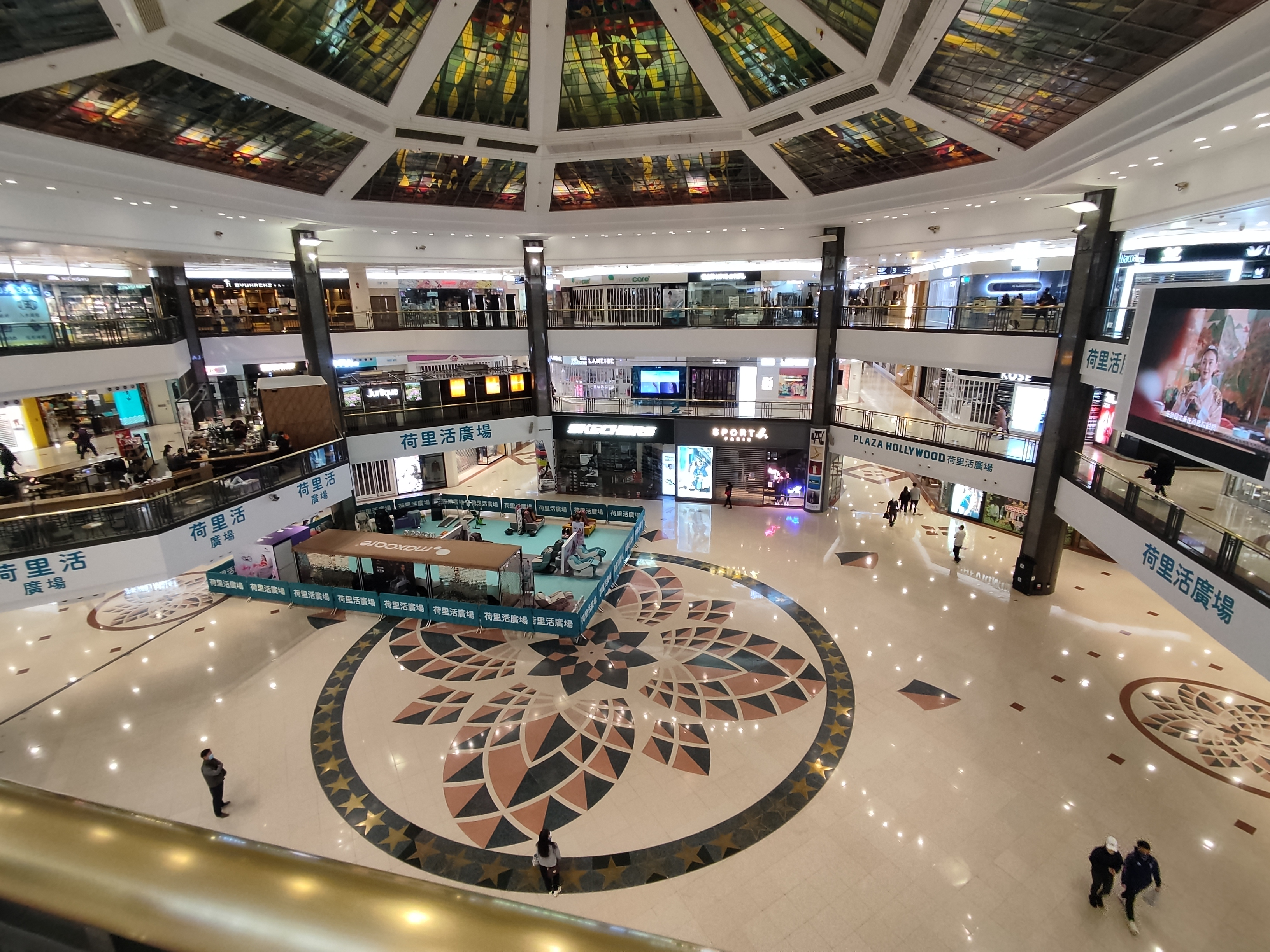
商場中庭「明星廣場」，有時用作展覽

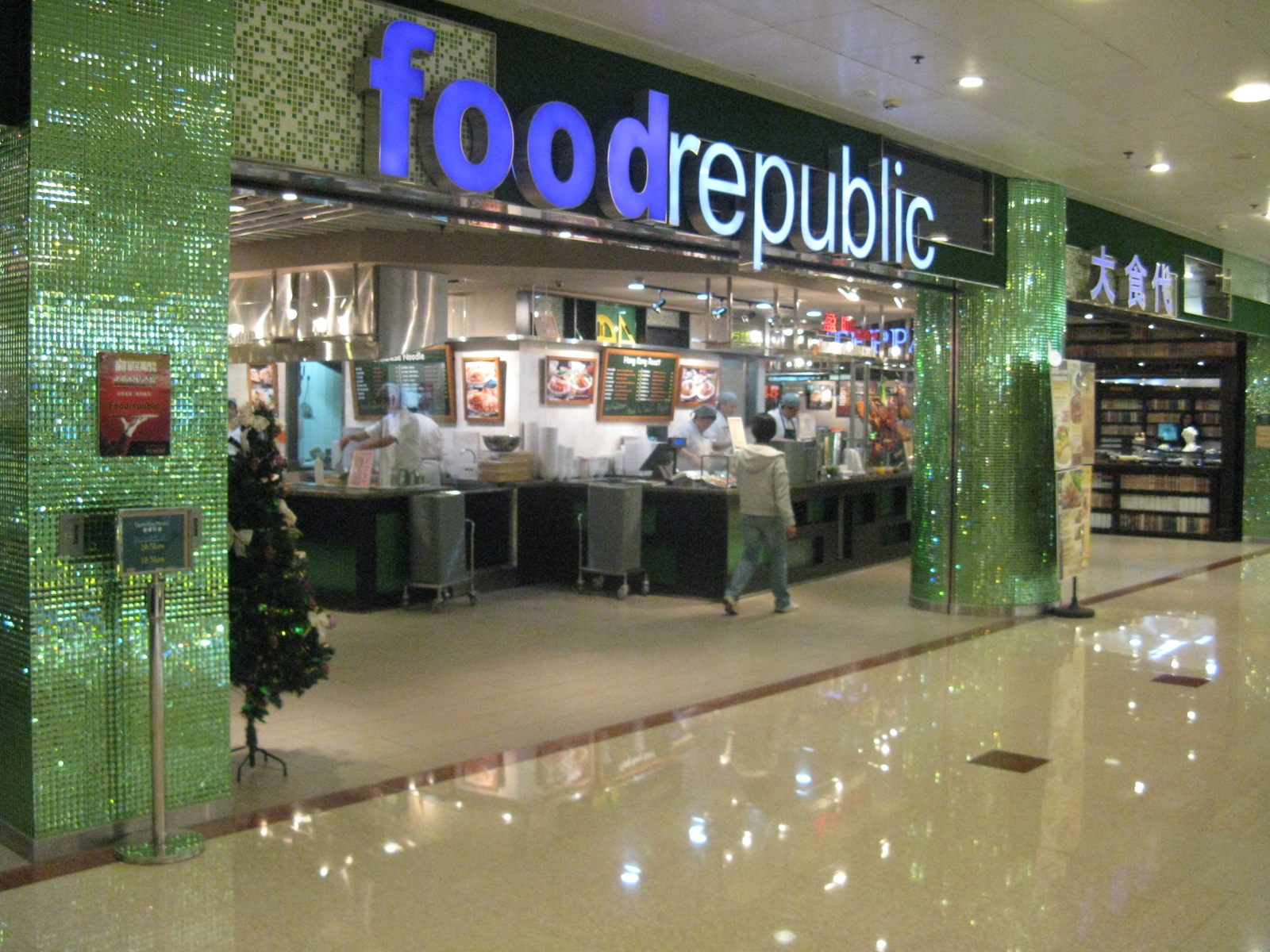
荷里活廣場內大食代（2016年結業）

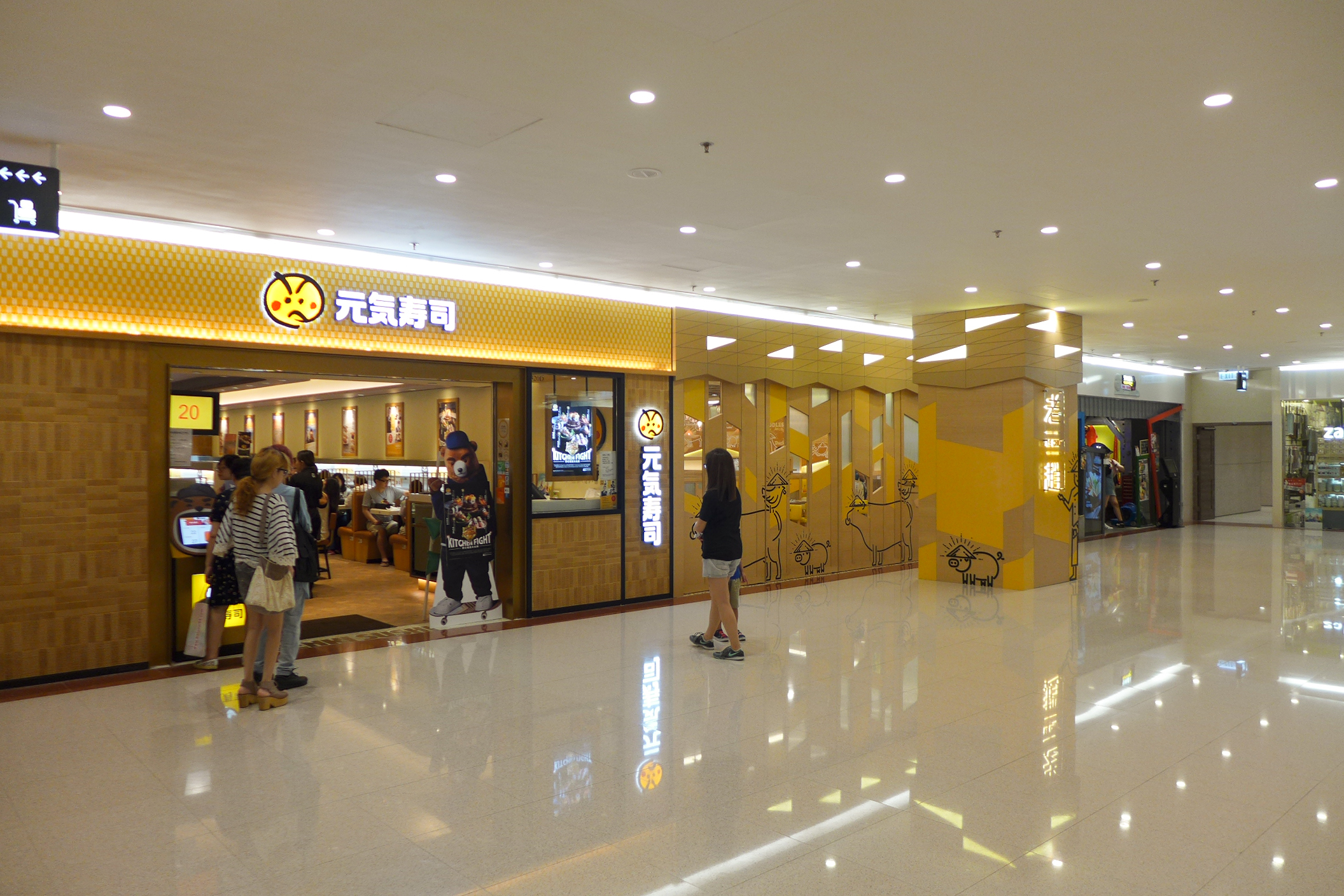
大食代於2016年結業後拆細為3間食肆

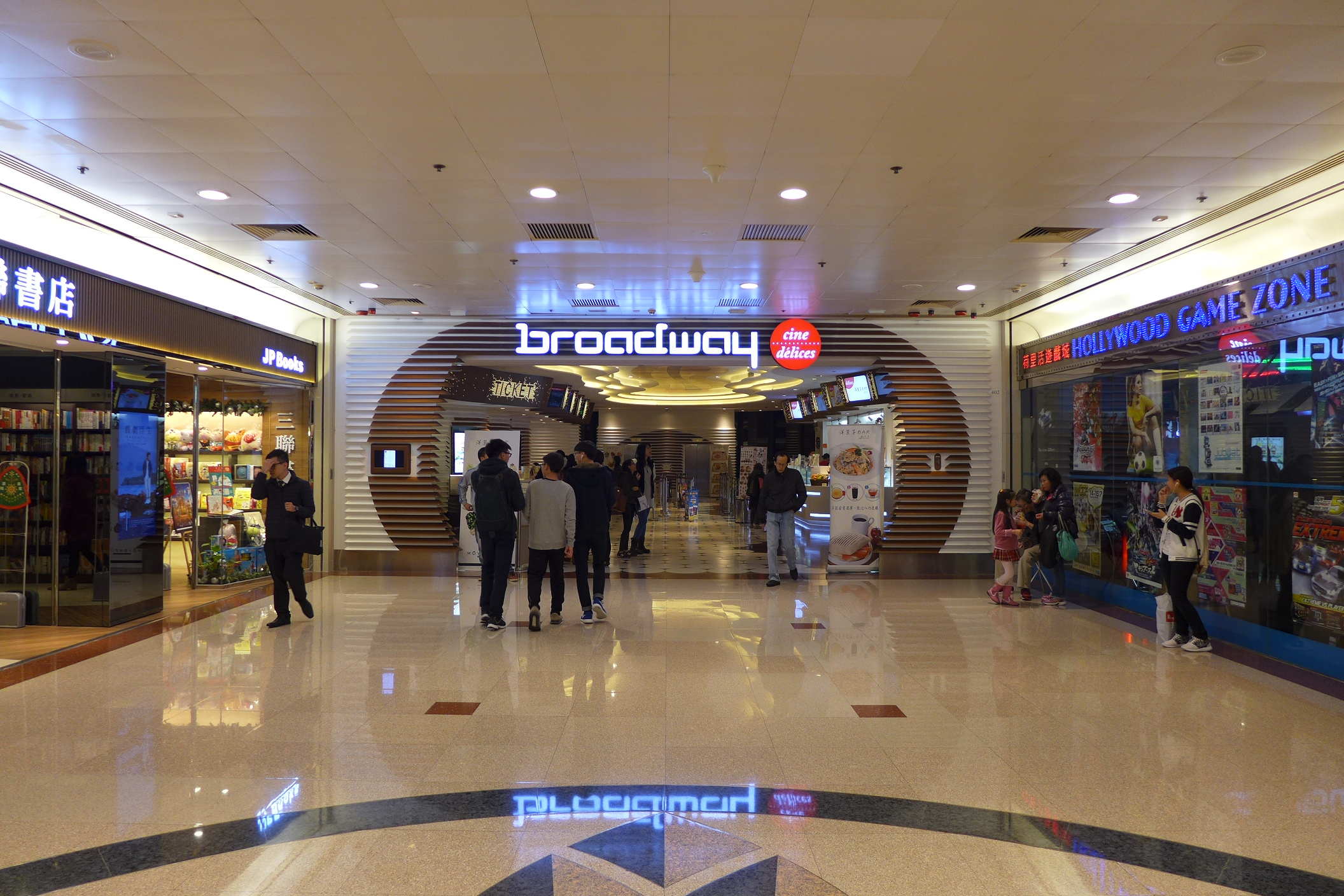
荷里活廣場內百老匯院線（已改由影藝戲院營運）

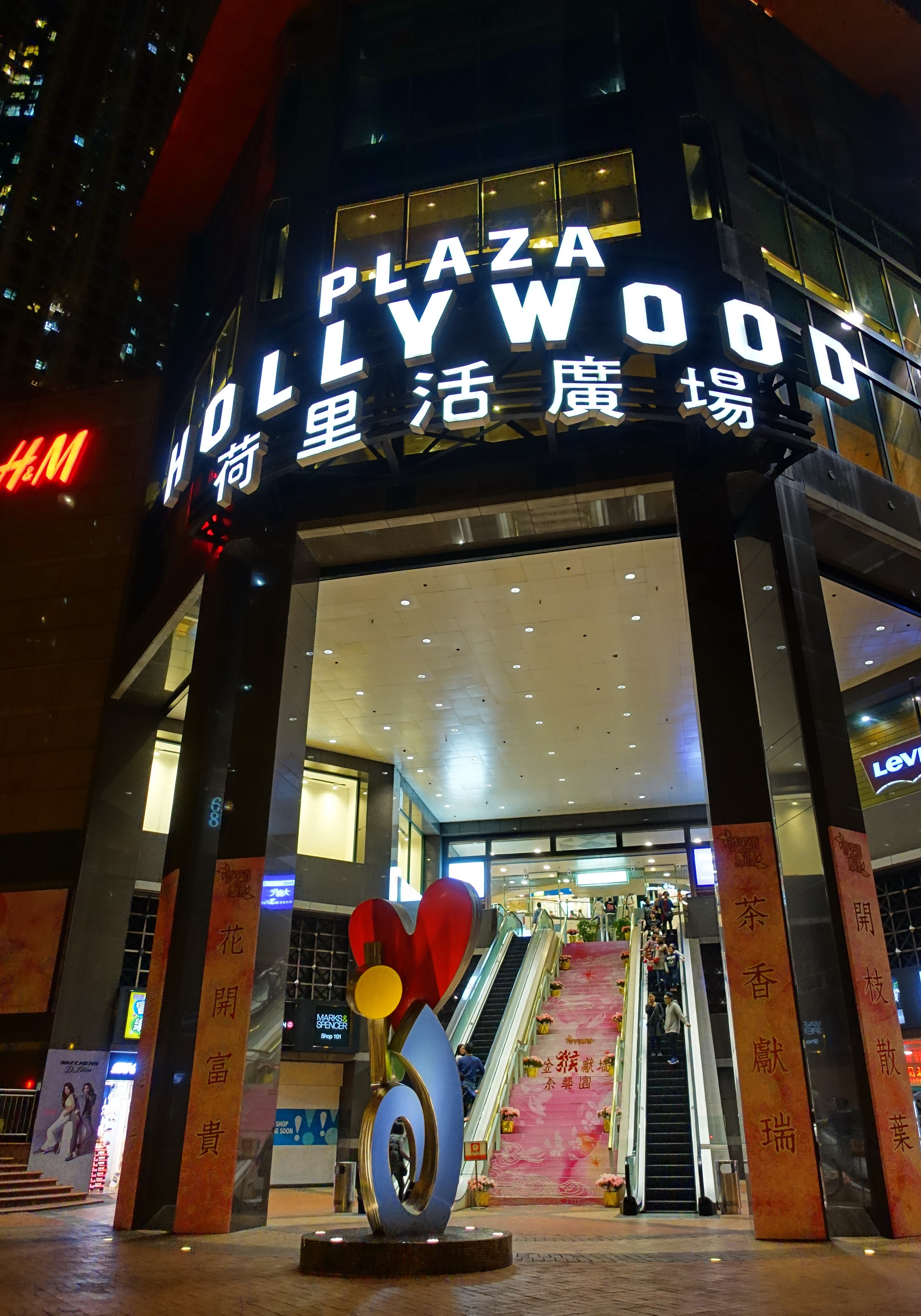
荷里活廣場龍蟠街3號的入口（夜景）

荷里活廣場樓高4層；地下設有鑽石山站公共運輸交匯處，提供多條巴士及小巴路線分別往來香港各區及黃大仙區內各主要屋苑，港鐵鑽石山站亦設有出入口，方便市民使用港鐵系統往來香港各地，另外，多所旅行社亦設有分店在地下；一至三樓為商場主要部分，提供多達220個舖位售賣食物、日用品、衣物等生活所需，各層均設有多組扶手電梯連接並設有空調系統，提供舒適的購物環境；通往四樓的Taste超級市場，全部均經由三樓電梯獨立接駁，其餘部分為星河明居住客會所之設施，包括泳池及羽毛球場，此部分需經由住客會所主樓天橋連接。
另外，設有兩層地庫停車場，提供大量泊車位，入口設於鳳德道近上元街交界。
商場主要設有三個行人出入口，分別為：
- 龍蟠街主出入口

面向西面，設有扶手電梯進入商場一樓及通道進入地下公共交通交匯處、鑽石山站A1出口及龍蟠苑。
- 上元街出入口

面向南面，設有扶手電梯進入商場一樓、通道前往地下公共交通交匯處及港鐵鑽石山站C2出口。
- 龍蟠街行人天橋出入口

由天橋直接進入二樓24小時通道，主要通往鳳德邨及經地下通道進入地下公共交通交匯處。
已關閉:
- 鳳德道出入口

之前租戶為馬莎百貨，其後2022年結業後封閉約一年後Donki承租，而唐吉訶德開張後亦把該出入口關閉。
- 過往該處有升降機入口可以直上戲院，但其後該處改劃為商舖後便把升降機的位置也封閉了。

未來:
- 啟鑽苑天橋（FB1）

預料2025年會啟用天橋橫跨龍翔道往活水公園及啟鑽苑，現時設計一個出口會連接二樓24小時通道，另一個出口會在大磡道設一樓梯。

### 主要店舖
商場內有多類型商店林立，地下有旅行社、地產代理及銀行，1樓是時裝服飾、首飾及珠寶店集中地，2樓為美容護膚、保健及家電影音店舖，3樓為食肆、兒童服裝用品、戲院及娛樂消閒店舖。大食代於2015年結業後拆細為3間食肆及一間商店。4樓為超級市場。當中包括以下店舖：

#### 地下
地下主要以街舖為主。租戶包括中國銀行，大快活，天仁茗茶，多間地產代理，旅行社和7-11便利店。而靠近港鐵站出口在1997年至2002年為繽紛樂園，公司倒閉後由美國冒險樂園接手，到2009年結業。之後曾經開設時裝店I.T，到2015年結業後改為UNIQLO。

#### 1樓
1樓是時裝服飾、首飾及珠寶店集中地。其中最大的租戶為1997年開業的馬莎百貨，佔地16,000呎，到2022年1月23日結業。到2023年2月，原址將會開設「驚安之殿堂」唐吉訶德（Don Don Donki），並在5月24日開業。
其他主要租戶包括MUJI，LIVING PLAZA AEON，adlib，周大福，周生生，卡萊美，6IXTY8IGHT和Bossini。該層亦有眼鏡店和醫務中心。

#### 2樓
- 聘珍樓
- 麥當勞
- 柏斯琴行
- 豐澤電器
- 屈臣氏
- 百老匯
- GU
- Playwow
- 億世家

#### 3樓
- 三聯書店
- 萬寧
- 元氣壽司
- 熨烤達人
- 唐記包點
- 老行家
- 美國冒險樂園
- Cosway

#### 4樓
- TASTE（原位於二樓的百佳超級廣場在2015年12月搬遷到4樓全層）

- 影藝戲院（2025年7月起，接手原MCL營運的MCL Cinemas Plus+ 荷里活戲院，並更名為CineArt Hollywood）

## 翻新工程
因應東九龍有不少商業大廈落成，區內行政人員數量不斷增長，為了與2011年開業的新蒲崗（近啟德）Mikiki競爭，會德豐於2010年斥資5,000萬元進行第1期優化工程，將1樓打造成國際時裝專屬樓層，吸引白領。商場重整1樓時裝商戶組合，引入多間國際品牌時裝，成功招攬H&M、Pull & Bear、Anna Sui、Calvin Klein Underwear、Agatha、Guess以及i.t.等25間年輕國際時裝品牌進駐1樓，令場內整體時裝商戶比例由35%升至45%，但其後大部分已結業。新組合吸引更多年輕白領到場消費，白領營業額比例由以往佔20%上升至30%，而5月及6月商場營業額較去年同期上升40%。第1期其他優化工程更包括包括翻新電梯大堂及正門裝潢、商場外牆、戶外招牌、走廊天花、重新優化客戶服務中心、停車場指示及冷氣系統等各項工程。招牌及場內照明亦轉用環保LED燈，慳電量每年可達到17萬度電，節省約35萬電費，場內優化面積達70%。
其中正門已於2013年底完成翻新，唯翻新後所有範圍以白色為主調，唯一裝飾為廣告燈飾，特色欠奉，務求將遊人的「購物體驗」限於廣告內容，並不是商場的室內設計。
為配合觀塘綫延綫動工，荷里活廣場第二期的優化計劃預計於2014年展開，2015年完成，並進一步增加商戶數目及轉換商戶組合：包括時裝及飲食，與及增加翻新工程項目。商場四樓的酒樓舖位進行結構改動，原本連接商場三樓至四樓的唯一扶手電梯及樓梯已被拆除，取而代之四樓將會有兩條全新的扶手電梯連接三樓中庭。至於配合啟德新發展區及沙田至中環綫屯馬綫的第三期優化計劃，已於2018年完成。

## 附近建築物
荷里活廣場上蓋為星河明居，是同一發展項目住宅部分，而附近為公屋屋苑鳳德邨、居屋屋苑龍蟠苑、夾屋悅庭軒、仿唐建築廟宇志蓮淨苑及南蓮園池公園。對面龍翔道有公屋及綠置居啟鑽苑、居屋啟翔苑及采頤花園。

## 相關事件

### 市民參與「和你 Sing」 警員入商場驅散

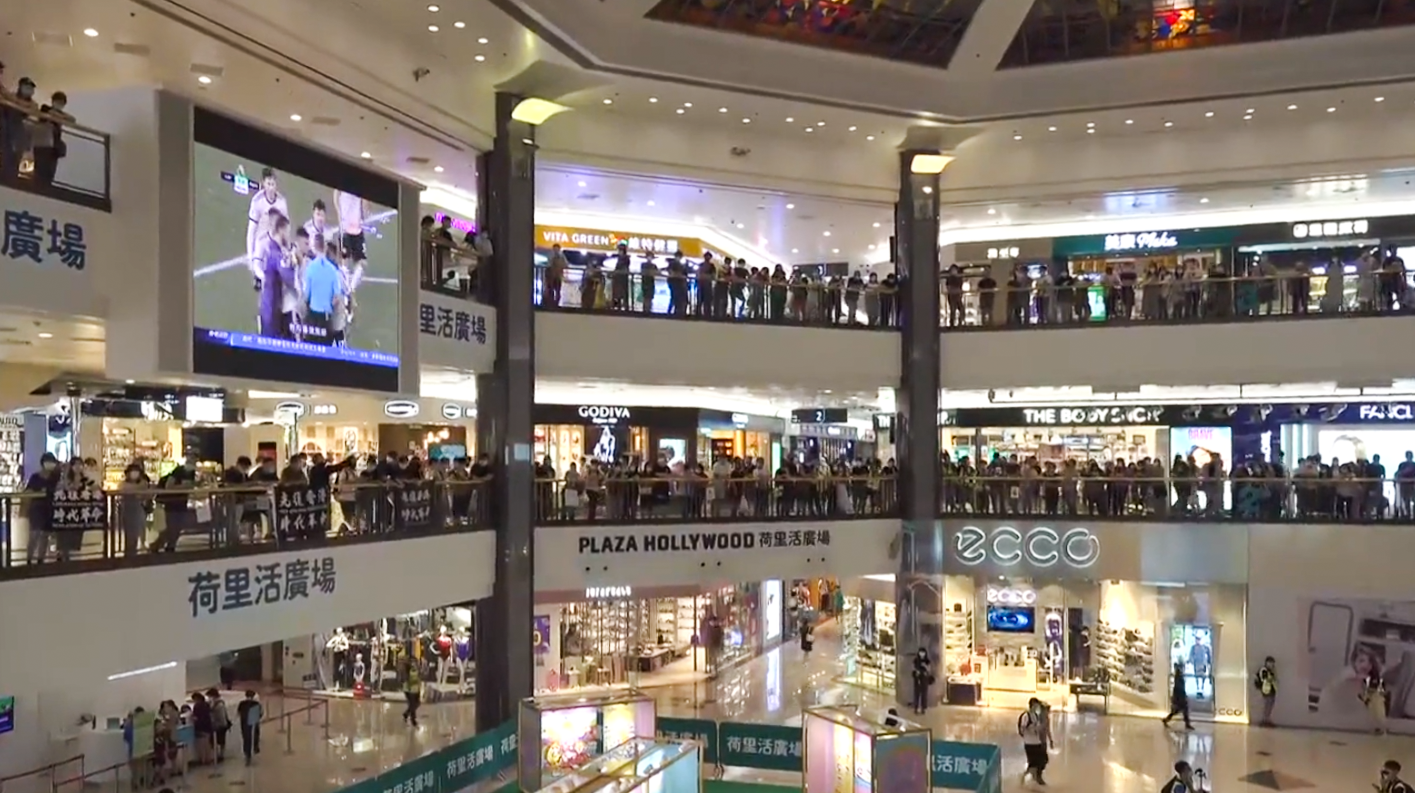
2020年5月9日晚上7時，市民在中庭位置聚集高叫口號

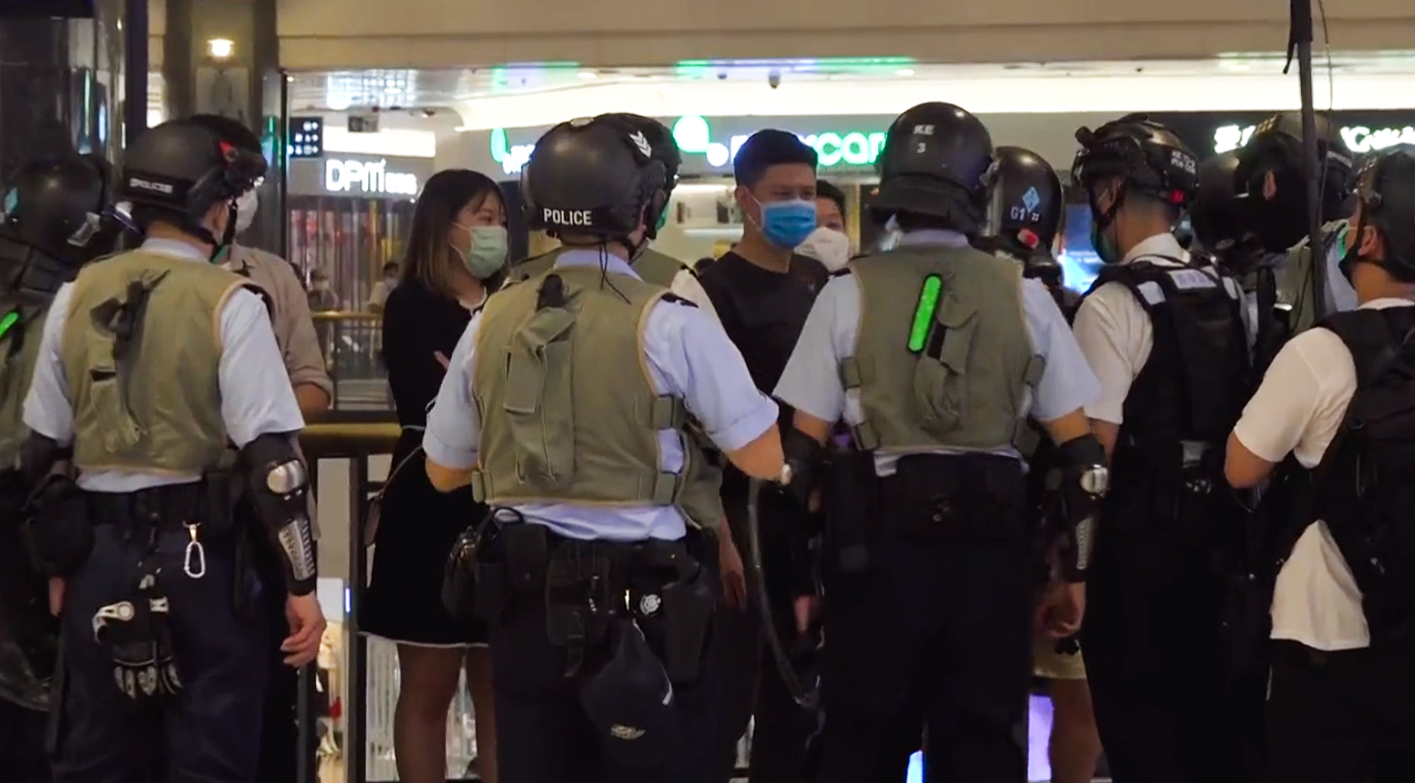
立法會議員譚文豪、黃大仙區議員劉珈汶及梁銘康等一共6人在場內觀察警方執法期間，也被警員截查

2020年5月9日晚上7時，市民在中庭位置聚集高叫口號。大批警車在下午已經在外圍戒備，港鐵站出口有數十名防暴及便衣警駐守。到7時半，大批防暴警員進入商場，在中庭範圍拉起封鎖線並驅散市民。有在商場食肆外候餐的市民，也被要求出示單據。立法會議員譚文豪、黃大仙區議員劉珈汶及梁銘康等一共6人在場內觀察警方執法期間，也被警員截查，指他們和周邊的人違反限聚令。譚文豪表示他們只有6人，表示與身邊的人互不相識，也沒有共同目的。警員抄下6人的身分證等個人資料，表示日後如有證據或會票控。而一名藍衣中年男子因說「黑警買白粉就無問題，我哋唱歌點解有問題？」而被警員包圍。警員抄下其住址等個人資料後，稱日後會「隨時拉你」。防暴警員在晚上9時陸續離開商場。到晚上近10時半，有兩男一女疑被便衣認出，在商場近龍蟠苑出入口被截查，其中一人被搜出「光復香港」旗幟，警員抄下資料後放行。被截查男女獲放行後表示，懷疑他們為活動組織者，不排除根據資料稍後作「限聚令」票控。
警方表示，根據香港法例第599G章《預防及控制疾病（禁止羣組聚集）規例》，於2020年5月8日至21日期間，不得在任何公眾地方進行多於8人的羣組聚集。任何人士參與或組織受禁羣組聚集均屬違法。

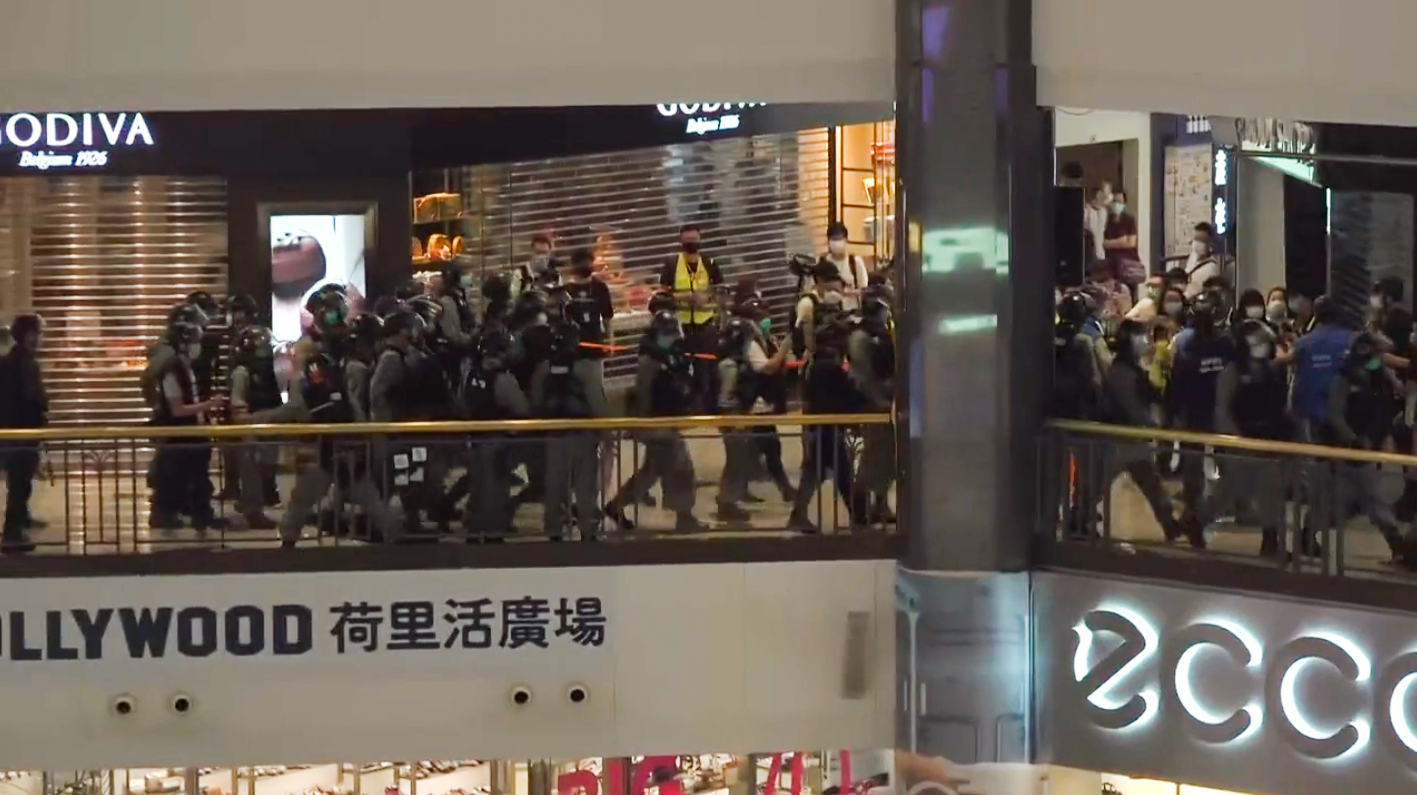
大批防暴警察在商場2樓設封鎖線
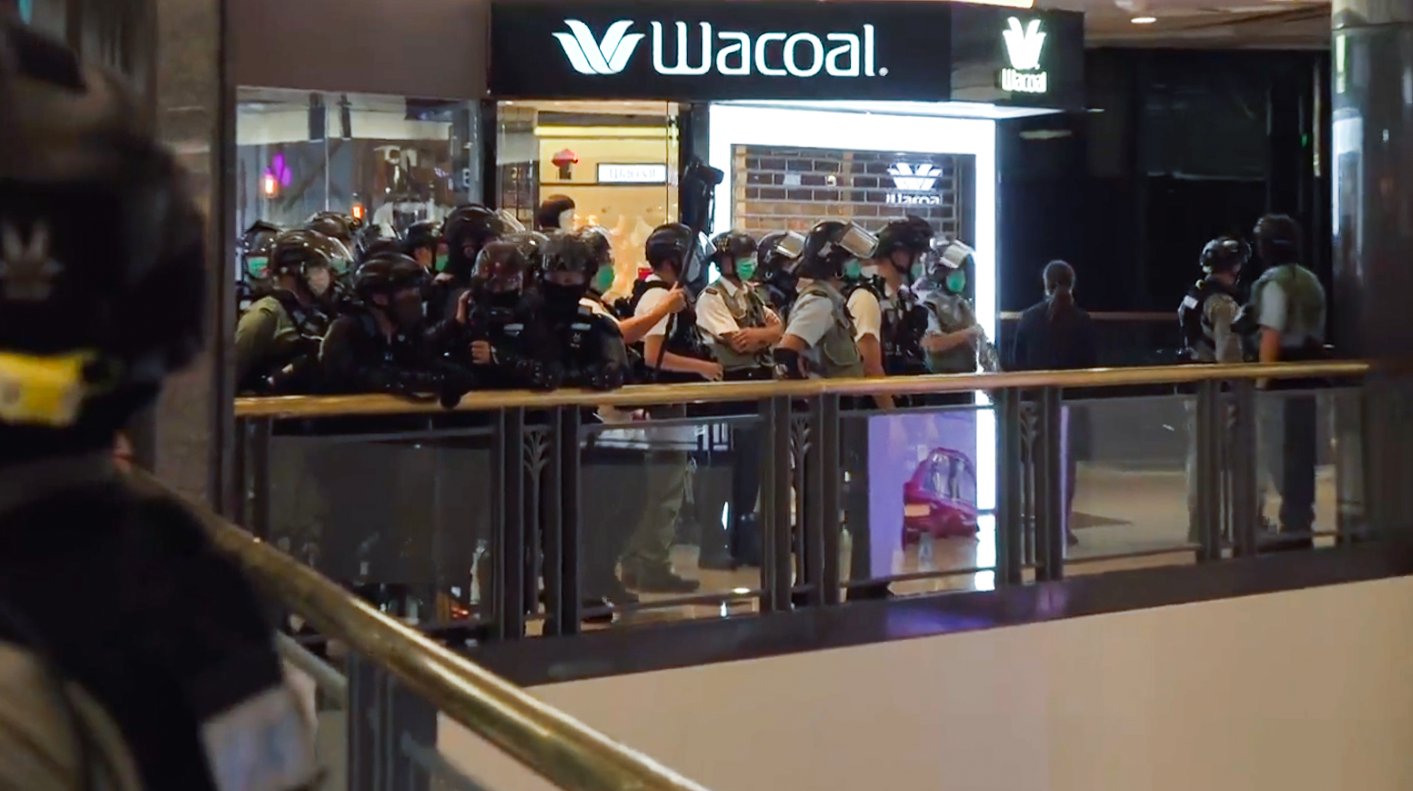
大批警員在商場3樓攝錄
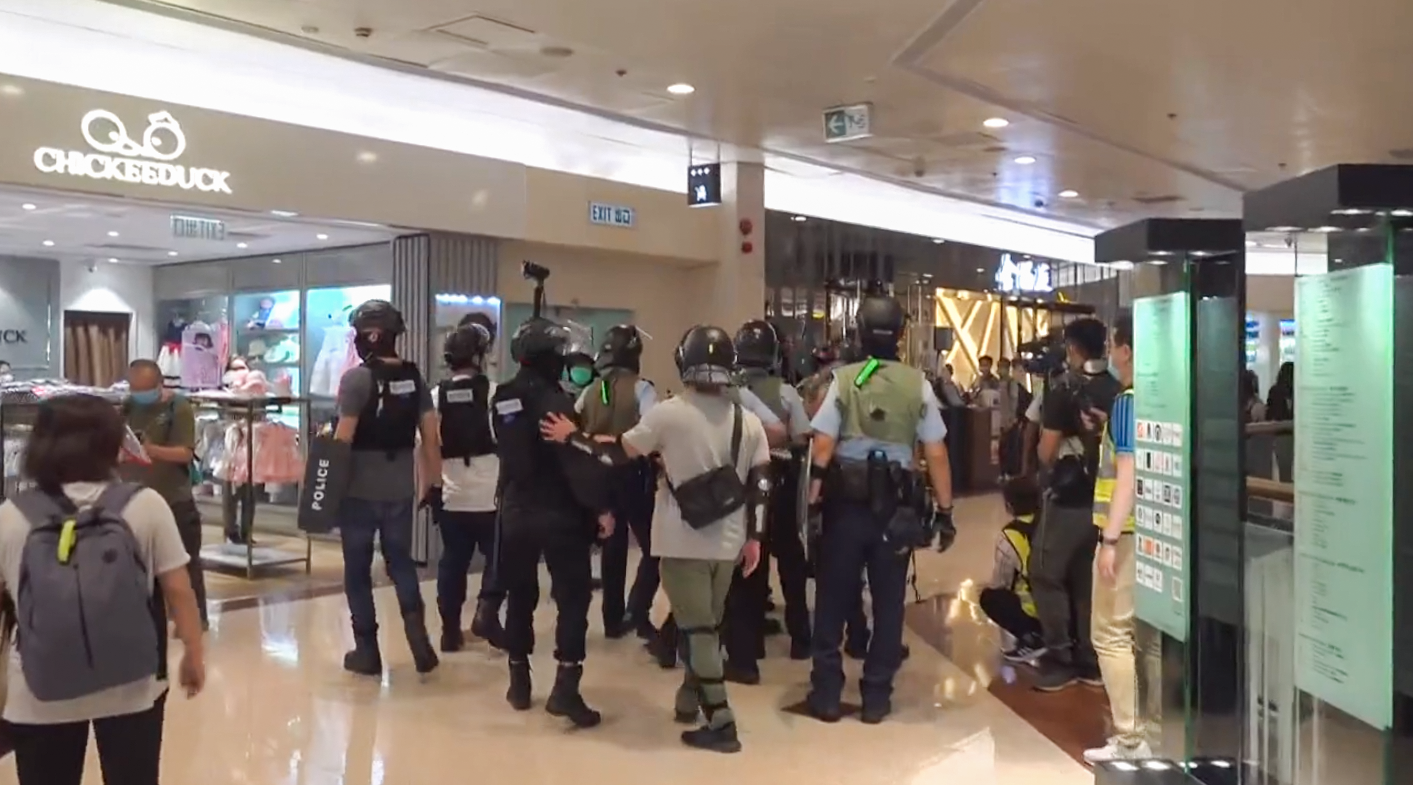
警員多次在中庭一帶驅散反修例示威者
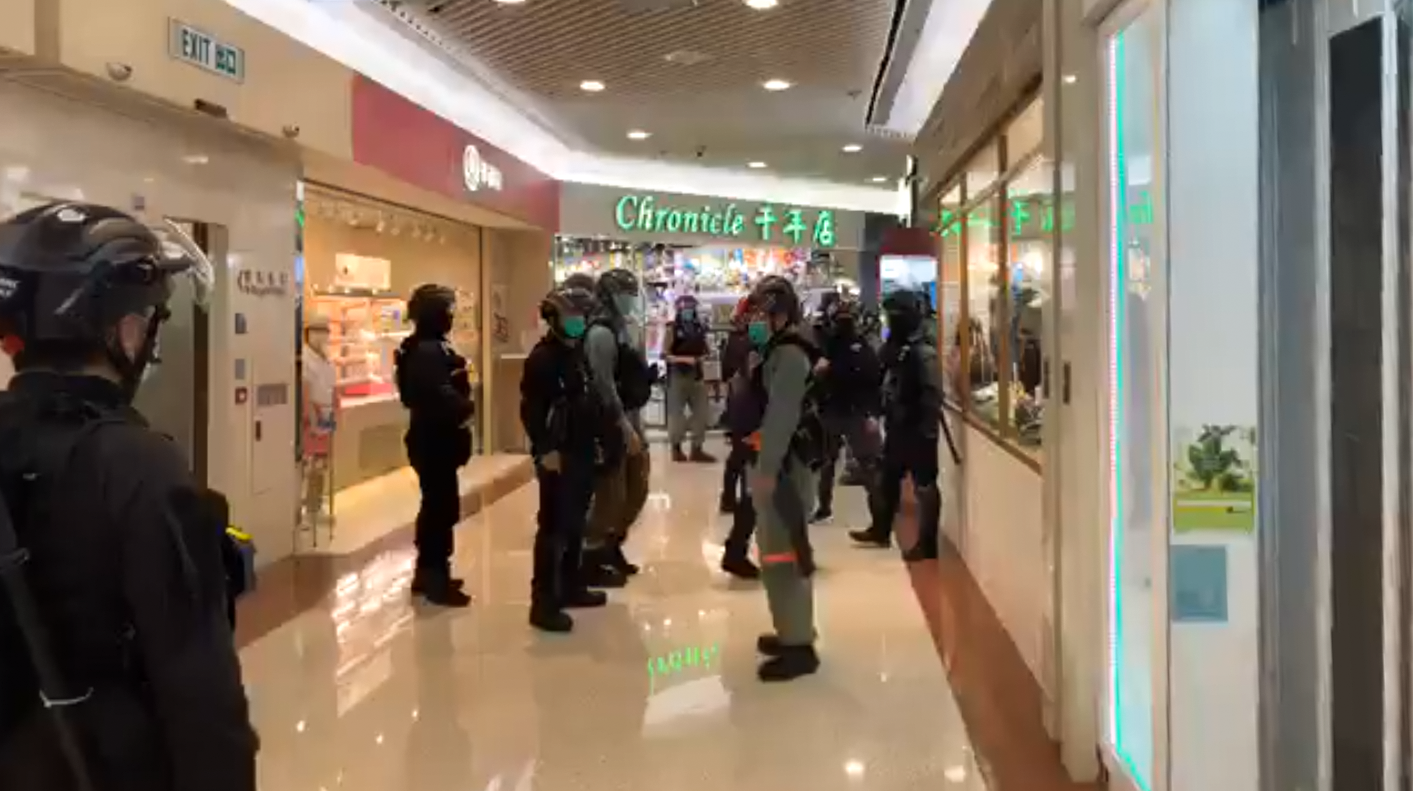
原本離開商場的警員，再度折返
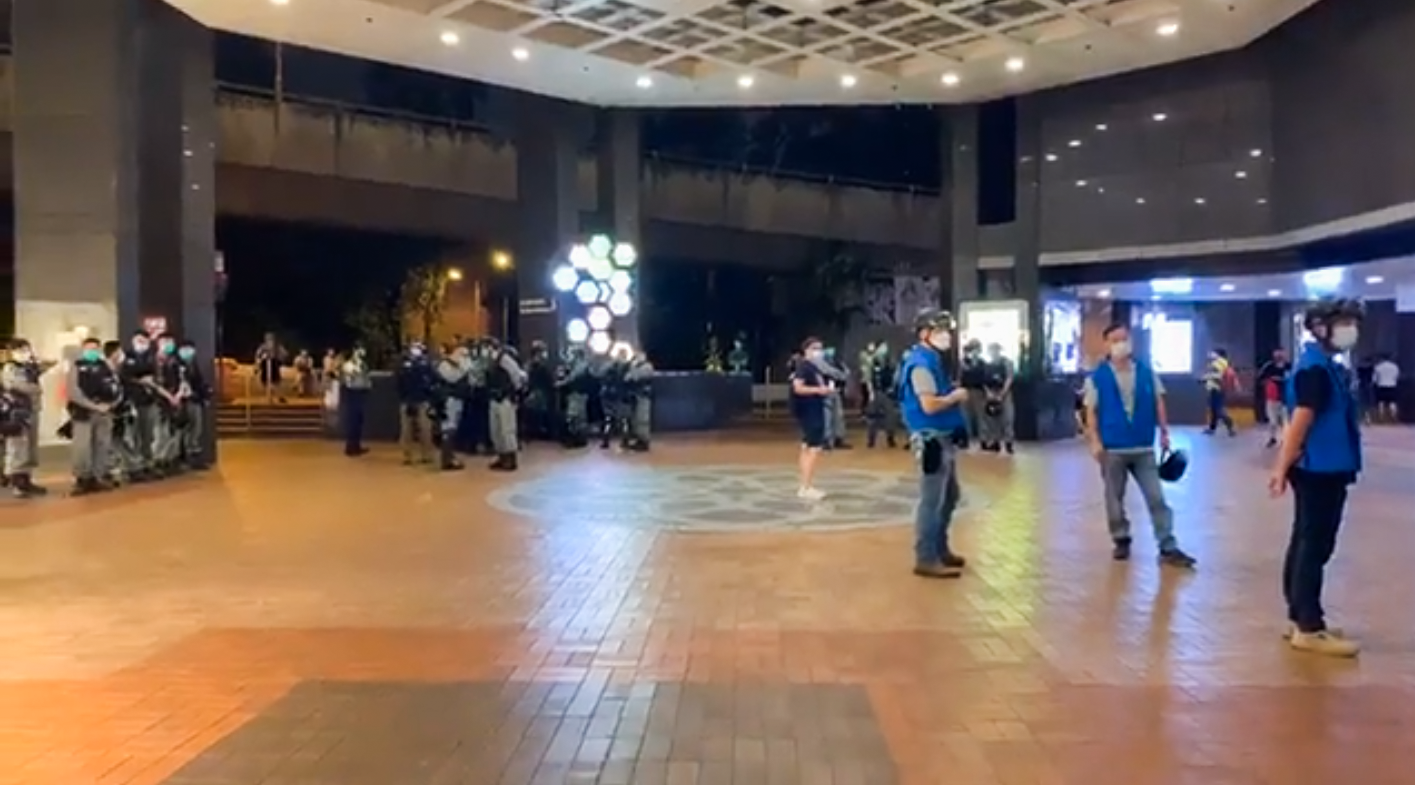
警員離開後，轉到港鐵站出口駐守

### 謀殺案
2023年6月2日下午5時許，荷里活廣場內有一名光頭男子手持一把12吋長刀襲擊兩女子，兩名年輕女子中刀身亡。事件發生之後兩個月，有命案現場附近的韓國食品連鎖店「韓印紅」貼出告示，指受到斬人事件影響下，客人流量下大跌九成，店舖銷售額亦下跌七至八成。公司曾多次與業主商討但沒有共識，並以「不會負上任何責任」回應下，最後只能結業，而剩下合同期限的租金將於法院判決後支付。而同層的商店職員批評商場沒有正視問題，對比其他分店下，案件發生後的生意較差。

## 交通

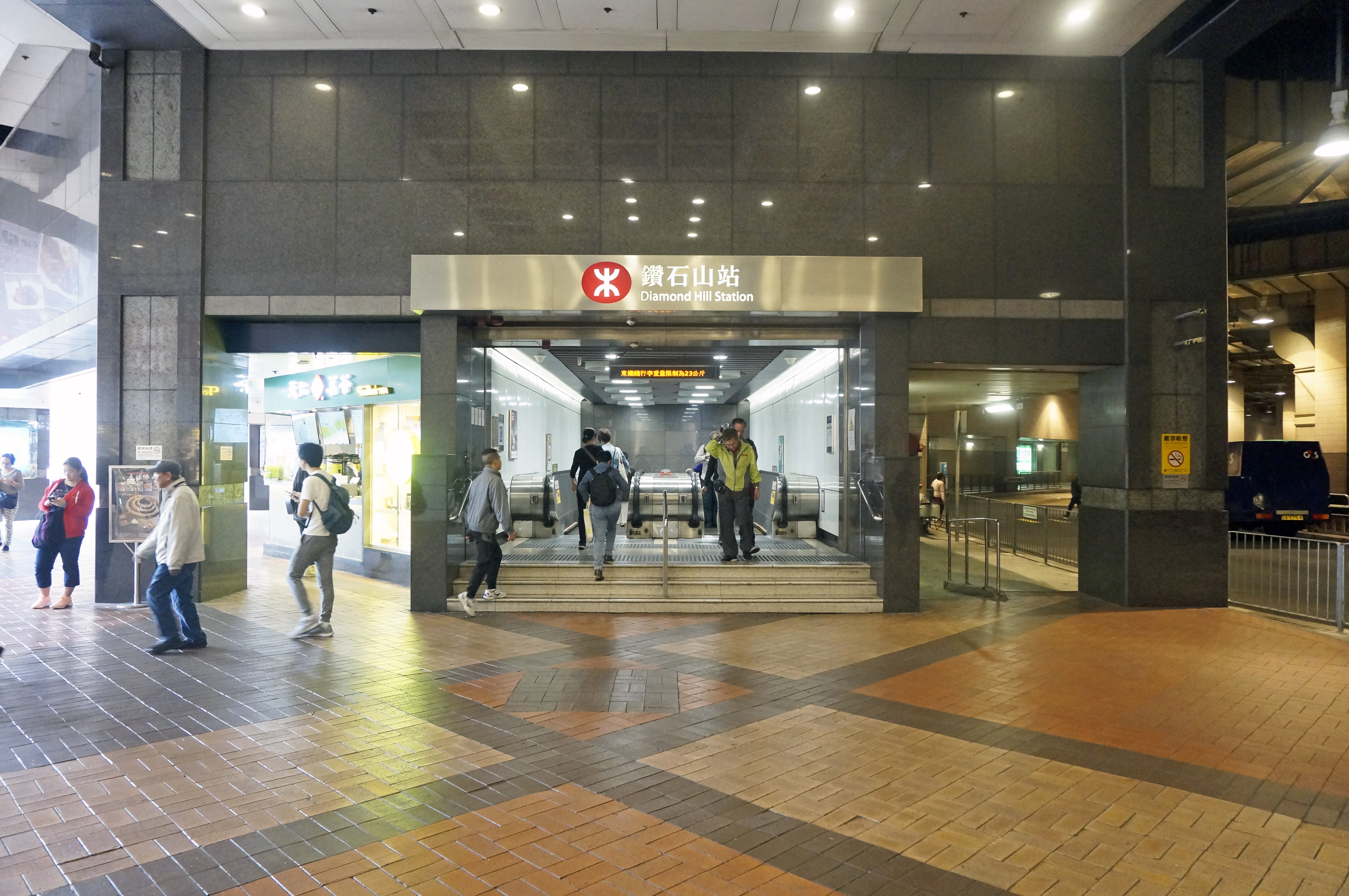
港鐵鑽石山站C2出入口可連接鑽石山站公共運輸交匯處

## 外部連結
- 荷里活廣場 （页面存档备份，存于）

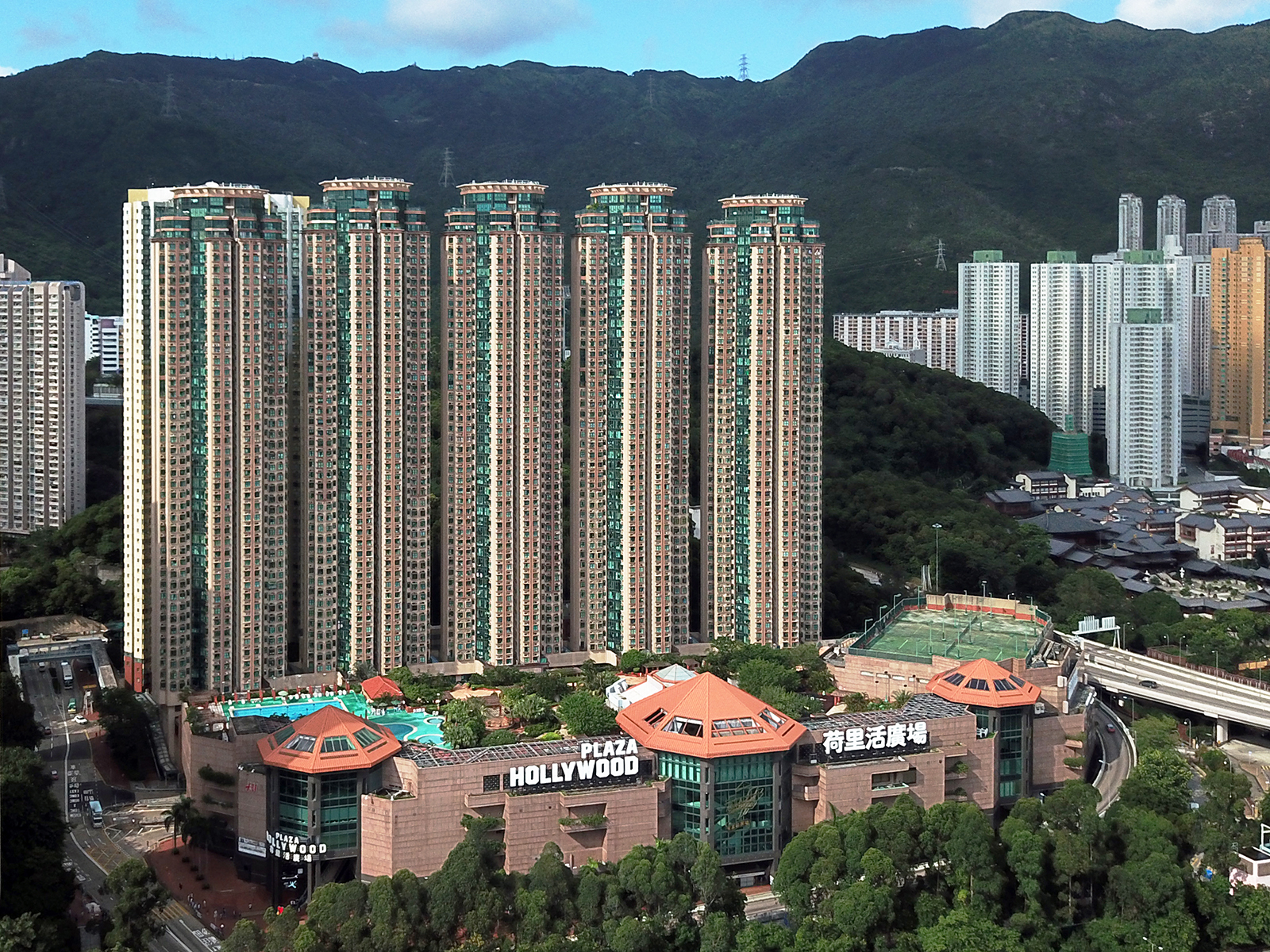
荷里活廣場及相關住宅項目星河明居

- Plaza Hollywood的Facebook專頁
- Plaza Hollywood的Instagram帳戶